# Lista uczestników Tour de France 2010
Lista uczestników Tour de France 2010

## Drużyny
| #                                | Kolarz              | Wiek | Poz. |
| -------------------------------- | ------------------- | ---- | ---- |
| 1                                | Alberto Contador    | 28   | DSQ  |
| 2                                | David de la Fuente  | 29   | 110. |
| 3                                | Andrij Hriwko       | 27   | 136. |
| 4                                | Jesús Hernández     | 29   | 140. |
| 5                                | Maksim Iglinski     | 29   | 131. |
| 6                                | Daniel Navarro      | 27   | 49.  |
| 7                                | Benjamín Noval      | 31   | 104. |
| 8                                | Paolo Tiralongo     | 33   | 54.  |
| 9                                | Aleksandr Winokurow | 37   | 15.  |
| Dyrektor sportowy: Yvon Sanquier |                     |      |      |

| #                              | Kolarz                                                          | Wiek | Poz.  |
| ------------------------------ | --------------------------------------------------------------- | ---- | ----- |
| 11                             | Andy Schleck Mistrz Luksemburga w jeździe indywidualnej na czas | 25   | 1.    |
| 12                             | Matti Breschel                                                  | 26   | 142.  |
| 13                             | Fabian Cancellara Mistrz świata w jeździe indywidualnej na czas | 29   | 121.  |
| 14                             | Jakob Fuglsang Mistrz Danii w jeździe indywidualnej na czas     | 25   | 50.   |
| 15                             | Stuart O’Grady                                                  | 37   | 149.  |
| 16                             | Fränk Schleck Mistrz Luksmeburga w wyścigu ze startu wspólnego  | 30   | DNF-3 |
| 17                             | Chris Anker Sørensen                                            | 26   | 69.   |
| 18                             | Nicki Sørensen Mistrz Danii w wyścigu ze startu wspólnego       | 35   | 155.  |
| 19                             | Jens Voigt                                                      | 38   | 126   |
| Dyrektor sportowy: Bjarne Riis |                                                                 |      |       |

| #                                 | Kolarz            | Wiek | Poz. |
| --------------------------------- | ----------------- | ---- | ---- |
| 21                                | Lance Armstrong   | 38   | 23.  |
| 22                                | Janez Brajkovič   | 26   | 43.  |
| 23                                | Chris Horner      | 38   | 9.   |
| 24                                | Andreas Klöden    | 35   | 13.  |
| 25                                | Levi Leipheimer   | 37   | 12.  |
| 26                                | Dmitrij Murawjow  | 31   | 148. |
| 27                                | Sérgio Paulinho   | 30   | 46.  |
| 28                                | Jarosław Popowycz | 30   | 85.  |
| 29                                | Grégory Rast      | 30   | 114. |
| Dyrektor sportowy: Johan Bruyneel |                   |      |      |

| #                                  | Kolarz                                                                   | Wiek | Poz.  |
| ---------------------------------- | ------------------------------------------------------------------------ | ---- | ----- |
| 31                                 | Bradley Wiggins Mistrz Wielkiej Brytanii w jeździe indywidualnej na czas | 30   | 24.   |
| 32                                 | Michael Barry                                                            | 34   | 99.   |
| 33                                 | Steve Cummings                                                           | 29   | 151.  |
| 34                                 | Juan Antonio Flecha                                                      | 32   | 89.   |
| 35                                 | Simon Gerrans                                                            | 30   | DNS-9 |
| 36                                 | Edvald Boasson Hagen Mistrz Norwegii w jeździe indywidualnej na czas     | 23   | 116.  |
| 37                                 | Thomas Lövkvist                                                          | 26   | 16.   |
| 38                                 | Serge Pauwels                                                            | 26   | 107.  |
| 39                                 | Geraint Thomas Mistrz Wielkiej Brytanii w wyścigu ze startu wspólnego    | 24   | 67.   |
| Dyrektor sportowy: Dave Brailsford |                                                                          |      |       |

| #                                 | Kolarz                                                             | Wiek | Poz. |
| --------------------------------- | ------------------------------------------------------------------ | ---- | ---- |
| 41                                | Ivan Basso                                                         | 32   | 32.  |
| 42                                | Francesco Bellotti                                                 | 30   | 122. |
| 43                                | Kristijan Koren                                                    | 24   | 94.  |
| 44                                | Roman Kreuziger                                                    | 23   | 8.   |
| 45                                | Alaksandr Kuczynski Mistrz Białorusi w wyścigu ze startu wspólnego | 30   | 86.  |
| 46                                | Daniel Oss                                                         | 23   | 124. |
| 47                                | Manuel Quinziato                                                   | 30   | 162. |
| 48                                | Sylwester Szmyd                                                    | 32   | 61.  |
| 49                                | Brian Vandborg                                                     | 28   | 128. |
| Dyrektor sportowy: Roberto Amadio |                                                                    |      |      |

| #                                     | Kolarz                                                                      | Wiek | Poz.   |
| ------------------------------------- | --------------------------------------------------------------------------- | ---- | ------ |
| 51                                    | Christian Vande Velde                                                       | 34   | DNS-3  |
| 52                                    | Julian Dean                                                                 | 35   | 157.   |
| 53                                    | Tyler Farrar                                                                | 26   | DNF-12 |
| 54                                    | Ryder Hesjedal                                                              | 29   | 6.     |
| 55                                    | Robert Hunter                                                               | 33   | DNS-11 |
| 56                                    | Martijn Maaskant                                                            | 26   | 139.   |
| 57                                    | David Millar                                                                | 33   | 158.   |
| 58                                    | Johan Vansummeren                                                           | 29   | 30.    |
| 59                                    | David Zabriskie Mistrz Stanów Zjednoczonych w jeździe indywidualnej na czas | 31   | 101.   |
| Dyrektor sportowy: Jonathan Vaughters |                                                                             |      |        |

| #                              | Kolarz              | Wiek | Poz. |
| ------------------------------ | ------------------- | ---- | ---- |
| 61                             | Christophe Le Mével | 29   | 42.  |
| 62                             | Sandy Casar         | 31   | 25.  |
| 63                             | Rémy Di Grégorio    | 24   | 78.  |
| 64                             | Anthony Geslin      | 30   | 146. |
| 65                             | Mathieu Ladagnous   | 25   | 93.  |
| 66                             | Anthony Roux        | 23   | 167. |
| 67                             | Jérémy Roy          | 27   | 143. |
| 68                             | Wesley Sulzberger   | 23   | 152. |
| 69                             | Benoît Vaugrenard   | 28   | 96.  |
| Dyrektor sportowy: Marc Madiot |                     |      |      |

| #                                | Kolarz                                                            | Wiek | Poz.  |
| -------------------------------- | ----------------------------------------------------------------- | ---- | ----- |
| 71                               | Władimir Karpiec                                                  | 29   | DNS-9 |
| 72                               | Pawieł Brutt                                                      | 28   | 102.  |
| 73                               | Siergiej Iwanow                                                   | 35   | 109.  |
| 74                               | Aleksandr Kołobniew Mistrz Rosji w wyścigu ze startu wspólnego    | 29   | 65.   |
| 75                               | Robbie McEwen                                                     | 38   | 165.  |
| 76                               | Aleksandr Pljuszkin Mistrz Mołdawii w wyścigu ze startu wspólnego | 23   | 108.  |
| 77                               | Joaquim Rodríguez                                                 | 31   | 7.    |
| 78                               | Stijn Vandenbergh                                                 | 26   | HD-7  |
| 79                               | Eduard Worganow                                                   | 27   | 79.   |
| Dyrektor sportowy: Andrei Tchmil |                                                                   |      |       |

| #                                 | Kolarz                                                         | Wiek | Poz.  |
| --------------------------------- | -------------------------------------------------------------- | ---- | ----- |
| 81                                | Nicolas Roche                                                  | 26   | 14.   |
| 82                                | Maxime Bouet                                                   | 23   | 106.  |
| 83                                | Dimitri Champion                                               | 26   | 160.  |
| 84                                | Martin Elmiger Mistrz Szwajcarii w wyścigu ze startu wspólnego | 31   | 75.   |
| 85                                | John Gadret                                                    | 31   | 18.   |
| 86                                | David Lelay                                                    | 30   | DNF-3 |
| 87                                | Lloyd Mondory                                                  | 28   | 118.  |
| 88                                | Rinaldo Nocentini                                              | 32   | 98.   |
| 89                                | Christophe Riblon                                              | 29   | 28.   |
| Dyrektor sportowy: Vincent Lavenu |                                                                |      |       |

| #                               | Kolarz                                                           | Wiek | Poz.  |
| ------------------------------- | ---------------------------------------------------------------- | ---- | ----- |
| 91                              | Carlos Sastre                                                    | 35   | 19.   |
| 92                              | Xavier Florencio                                                 | 30   | DNS-P |
| 93                              | Wołodymyr Hustow                                                 | 33   | 34.   |
| 94                              | Jeremy Hunt                                                      | 36   | 163.  |
| 95                              | Thor Hushovd Mistrz Norwegii w wyścigu ze startu wspólnego       | 32   | 111.  |
| 96                              | Andreas Klier                                                    | 34   | 168.  |
| 97                              | Ignatas Konovalovas Mistrz Litwy w jeździe indywidualnej na czas | 24   | 127.  |
| 98                              | Brett Lancaster                                                  | 30   | 159.  |
| 99                              | Daniel Lloyd                                                     | 29   | 164.  |
| Dyrektor sportowy: Joop Alberda |                                                                  |      |       |

| #                                | Kolarz                | Wiek | Poz.   |
| -------------------------------- | --------------------- | ---- | ------ |
| 101                              | Jurgen Van den Broeck | 27   | 4.     |
| 102                              | Mario Aerts           | 35   | 33.    |
| 103                              | Francis De Greef      | 25   | 72.    |
| 104                              | Mickaël Delage        | 24   | DNF-2  |
| 105                              | Sebastian Lang        | 30   | 80.    |
| 106                              | Matthew Lloyd         | 27   | 47.    |
| 107                              | Daniel Moreno         | 28   | 20.    |
| 108                              | Jürgen Roelandts      | 25   | 120.   |
| 109                              | Charles Wegelius      | 32   | DNS-11 |
| Dyrektor sportowy: Marc Sergeant |                       |      |        |

| #                                | Kolarz                                                       | Wiek | Poz.   |
| -------------------------------- | ------------------------------------------------------------ | ---- | ------ |
| 111                              | Mark Cavendish                                               | 25   | 154.   |
| 112                              | Bernhard Eisel                                               | 29   | 156.   |
| 113                              | Bert Grabsch                                                 | 35   | 169.   |
| 114                              | Adam Hansen                                                  | 29   | DNS-2  |
| 115                              | Tony Martin Mistrz Niemiec w jeździe indywidualnej na czas   | 25   | 137.   |
| 116                              | Maxime Monfort Mistrz Belgii w jeździe indywidualnej na czas | 27   | 55.    |
| 117                              | Mark Renshaw                                                 | 27   | DSQ-11 |
| 118                              | Michael Rogers                                               | 30   | 37.    |
| 119                              | Kanstancin Siucou                                            | 27   | 39.    |
| Dyrektor sportowy: Bob Stapleton |                                                              |      |        |

| #                                | Kolarz                                                                    | Wiek | Poz.   |
| -------------------------------- | ------------------------------------------------------------------------- | ---- | ------ |
| 121                              | Cadel Evans Mistrz świata w wyścigu ze startu wspólnego                   | 33   | 26.    |
| 122                              | Alessandro Ballan                                                         | 30   | 87.    |
| 123                              | Brent Bookwalter                                                          | 26   | 147.   |
| 124                              | Marcus Burghardt                                                          | 27   | 161.   |
| 125                              | Mathias Frank                                                             | 23   | DNS-1  |
| 126                              | George Hincapie Mistrz Stanów Zjednoczonych w wyścigu ze startu wspólnego | 37   | 59.    |
| 127                              | Karsten Kroon                                                             | 34   | 138.   |
| 128                              | Steve Morabito                                                            | 27   | 51.    |
| 129                              | Mauro Santambrogio                                                        | 25   | DNF-15 |
| Dyrektor sportowy: John Lelangue |                                                                           |      |        |

| #                                   | Kolarz              | Wiek | Poz.   |
| ----------------------------------- | ------------------- | ---- | ------ |
| 131                                 | Sylvain Chavanel    | 31   | 31.    |
| 132                                 | Carlos Barredo      | 29   | 41.    |
| 133                                 | Kevin De Weert      | 28   | 17.    |
| 134                                 | Dries Devenyns      | 27   | 144.   |
| 135                                 | Jérôme Pineau       | 30   | 66.    |
| 136                                 | Francesco Reda      | 27   | DNF-18 |
| 137                                 | Kevin Seeldraeyers  | 23   | 134.   |
| 138                                 | Jurgen Van de Walle | 33   | 63.    |
| 139                                 | Maarten Wijnants    | 28   | 117.   |
| Dyrektor sportowy: Patrick Lefevere |                     |      |        |

| #                                   | Kolarz                                                       | Wiek | Poz.  |
| ----------------------------------- | ------------------------------------------------------------ | ---- | ----- |
| 141                                 | Linus Gerdemann                                              | 27   | 84.   |
| 142                                 | Gerald Ciolek                                                | 23   | 133.  |
| 143                                 | Johannes Fröhlinger                                          | 25   | 90.   |
| 144                                 | Roger Kluge                                                  | 24   | DNS-9 |
| 145                                 | Christian Knees Mistrz Niemiec w wyścigu ze startu wspólnego | 29   | 91.   |
| 146                                 | Luke Roberts                                                 | 33   | 103.  |
| 147                                 | Thomas Rohregger                                             | 27   | 74.   |
| 148                                 | Niki Terpstra Mistrz Holandii w wyścigu ze startu wspólnego  | 26   | DNS-3 |
| 149                                 | Fabian Wegmann                                               | 30   | 119.  |
| Dyrektor sportowy: Gerry Van Gerwen |                                                              |      |       |

| #                                       | Kolarz                                                         | Wiek | Poz. |
| --------------------------------------- | -------------------------------------------------------------- | ---- | ---- |
| 151                                     | Thomas Voeckler Mistrz Francji w wyścigu ze startu wspólnego   | 31   | 76.  |
| 152                                     | Yukiya Arashiro                                                | 25   | 112. |
| 153                                     | Anthony Charteau                                               | 31   | 44.  |
| 154                                     | Pierrick Fédrigo                                               | 31   | 57.  |
| 155                                     | Cyril Gautier                                                  | 22   | 45.  |
| 156                                     | Pierre Rolland                                                 | 23   | 58.  |
| 157                                     | Matthieu Sprick                                                | 28   | 100. |
| 158                                     | Sébastien Turgot                                               | 26   | 113. |
| 159                                     | Nicolas Vogondy Mistrz Francji w jeździe indywidualnej na czas | 32   | 88.  |
| Dyrektor sportowy: Jean-René Bernaudeau |                                                                |      |      |

| #                                | Kolarz                                                             | Wiek | Poz. |
| -------------------------------- | ------------------------------------------------------------------ | ---- | ---- |
| 161                              | Luis León Sánchez Mistrz Hiszpanii w jeździe indywidualnej na czas | 26   | 10.  |
| 162                              | Rui Costa Mistrz Portugalii w jeździe indywidualnej na czas        | 23   | 73.  |
| 163                              | Imanol Erviti                                                      | 25   | 77.  |
| 164                              | José Iván Gutiérrez Mistrz Hiszpanii w wyścigu ze startu wspólnego | 31   | 48.  |
| 165                              | Wasil Kiryjenka                                                    | 29   | 60.  |
| 166                              | Christophe Moreau                                                  | 39   | 22.  |
| 167                              | Mathieu Perget                                                     | 28   | 64.  |
| 168                              | Rubén Plaza                                                        | 30   | 11.  |
| 169                              | José Joaquín Rojas                                                 | 25   | 68.  |
| Dyrektor sportowy: Eusebio Unzue |                                                                    |      |      |

| #                             | Kolarz           | Wiek | Poz.   |
| ----------------------------- | ---------------- | ---- | ------ |
| 171                           | Rein Taaramäe    | 23   | DNS-13 |
| 172                           | Stéphane Augé    | 35   | 153.   |
| 173                           | Samuel Dumoulin  | 29   | DNS-12 |
| 174                           | Julien El Fares  | 25   | 27.    |
| 175                           | Christophe Kern  | 29   | 97.    |
| 176                           | Sébastien Minard | 28   | 92.    |
| 177                           | Amaël Moinard    | 28   | 70.    |
| 178                           | Damien Monier    | 27   | 71.    |
| 179                           | Rémi Pauriol     | 28   | 38.    |
| Dyrektor sportowy: Éric Boyer |                  |      |        |

| #                                            | Kolarz         | Wiek | Poz.  |
| -------------------------------------------- | -------------- | ---- | ----- |
| 181                                          | Samuel Sánchez | 32   | 3.    |
| 182                                          | Iñaki Isasi    | 33   | 115.  |
| 183                                          | Egoi Martínez  | 32   | 40.   |
| 184                                          | Juan José Oroz | 30   | DNS-7 |
| 185                                          | Alan Perez     | 28   | 129.  |
| 186                                          | Rubén Pérez    | 28   | 95.   |
| 187                                          | Amets Txurruka | 27   | DNS-5 |
| 188                                          | Iván Velasco   | 30   | 62.   |
| 189                                          | Gorka Verdugo  | 31   | 36.   |
| Dyrektor sportowy: Igor González de Galdeano |                |      |       |

| #                                | Kolarz             | Wiek | Poz.   |
| -------------------------------- | ------------------ | ---- | ------ |
| 191                              | Dienis Mieńszow    | 32   | 2.     |
| 192                              | Lars Boom          | 24   | 130.   |
| 193                              | Óscar Freire       | 34   | 141.   |
| 194                              | Juan Manuel Gárate | 34   | 35.    |
| 195                              | Robert Gesink      | 24   | 5.     |
| 196                              | Koos Moerenhout    | 36   | 52.    |
| 197                              | Grischa Niermann   | 34   | 56.    |
| 198                              | Bram Tankink       | 31   | DNS-16 |
| 199                              | Maarten Tjallingii | 32   | 132.   |
| Dyrektor sportowy: Erik Breukink |                    |      |        |

| #                                   | Kolarz              | Wiek | Poz.   |
| ----------------------------------- | ------------------- | ---- | ------ |
| 201                                 | Damiano Cunego      | 28   | 29.    |
| 202                                 | Grega Bole          | 24   | 125.   |
| 203                                 | Mauro Da Dalto      | 29   | 123.   |
| 204                                 | Francesco Gavazzi   | 25   | 105.   |
| 205                                 | Mirco Lorenzetto    | 29   | 135.   |
| 206                                 | Danilo Hondo        | 36   | 166.   |
| 207                                 | Adriano Malori      | 22   | 170.   |
| 208                                 | Alessandro Petacchi | 36   | 150.   |
| 209                                 | Simon Špilak        | 24   | DNF-17 |
| Dyrektor sportowy: Giuseppe Saronni |                     |      |        |

| #                                 | Kolarz                 | Wiek | Poz.   |
| --------------------------------- | ---------------------- | ---- | ------ |
| 211                               | Eros Capecchi          | 24   | 83.    |
| 212                               | José Alberto Benítez   | 28   | 145.   |
| 213                               | Manuel António Cardoso | 27   | DNS-1  |
| 214                               | Arkaitz Durán          | 24   | 81.    |
| 215                               | Markus Eibegger        | 25   | DNF-9  |
| 216                               | Fabio Felline          | 20   | DNS-9  |
| 217                               | Iban Mayoz             | 28   | DNS-16 |
| 218                               | Aitor Pérez            | 33   | 82.    |
| 219                               | Rafael Valls           | 23   | 53.    |
| Dyrektor sportowy: Mauro Gianetti |                        |      |        |